# قادة الحلفاء في الحرب العالمية الثانية
تضم قائمة قادة الحلفاء في الحرب العالمية الثانية الشخصيات السياسية والعسكرية المهمة التي قاتلت مع الحلفاء أو دعمتهم خلال الحرب العالمية الثانية. ولأنهم انخرطوا في حرب شاملة، كان عليهم التكيف مع أنواع جديدة من الحرب الحديثة على الجبهات العسكرية والنفسية والاقتصادية.

## ألبانيا الحرة
- أنور خوجة كان زعيم الحزب الشيوعي الألباني الذي قاد حركة التحرير الوطنية الألبانية في ألبانيا في ظل الاحتلال الإيطالي والألماني.

## مملكة بلجيكا
- ليوبولد الثالث ملك بلجيكا كان ملكًا على البلجيكيين من عام 1934 حتى عام 1951. اتخذ ليوبولد قبل الحرب استعدادات مكثفة لمواجهة هذا الغزو على بلاده. بعد استسلام بلجيكا، بقي ليوبولد لمواجهة الغزاة، في حين هربت حكومته بأكملها إلى بريطانيا العظمى. رفض التعاون مع المحتلين الألمان، إلا أنه رفض أيضًا مقاومة العديد من سياساتهم. احتُجز رهن الإقامة الجبرية في بلجيكا خلال معظم فترة الحرب. اعتُبر رفضه تنفيذ أوامر حكومته انتهاكًا للدستور، وأُعلن أنه «غير قادر على الحكم» وأثارت هذه القضية أزمة سياسية بعد الحرب.
- هوبير بيرلو كان رئيس وزراء بلجيكا من عام 1939 حتى عام 1945. أصبح بيرلو زعيمًا للحكومة خلال الحرب الزائفة وحتى الغزو الألماني. فرّ بيرلو إلى بريطانيا حيث قاد الحكومة البلجيكية في المنفى وترأس تشكيل القوات البلجيكية الحرة. مع أن سياسته كانت محافظة، شجب بيرلو استسلام ليوبولد الثالث وعلّق فترة ولايته رسميًا في عام 1940 متذرّعًا بفقرة في الدستور البلجيكي. خلق الخلاف عداوة دائمة بين الفصيل الملكي في بلجيكا والحكومة المنفية في لندن.
- بيير ريكمانز كان الحاكم العام للمستعمرة الأفريقية الرئيسية لبلجيكا -تسمى الكونغو البلجيكية- طوال فترة الحرب. أقحم ريكمانز ووزير المستعمرات، ألبرت دي فليشاوير، الكونغو في الحرب إلى طرف الحلفاء، وسط مخاوف من أن المستعمرة قد تتبع خطى ليوبولد الثالث في بلجيكا وتحاول البقاء على الحياد. أُرسلت القوات الكونغولية في عهد ريكمانز لدعم القوات البريطانية في شرق أفريقيا وقدمت الكونغو مساهمة اقتصادية كبيرة في مجهود الحلفاء الحربي.
- فيكتور فان ستريدونك دي بيركل كان جنرالًا في الجيش البلجيكي. تولى قيادة المنطقة العسكرية الأولى في أثناء غزو بلجيكا. بعد استسلام بلجيكا عام 1940، أصبح قائد القوات البلجيكية في بريطانيا العظمى، وترأس تشكيل القوات البلجيكية الحرة. أصبح بعد تحرير بلجيكا رئيس البعثة العسكرية البلجيكية للقيادة العليا لقوات الحلفاء.

## جمهورية الولايات المتحدة البرازيلية (1942-1945)

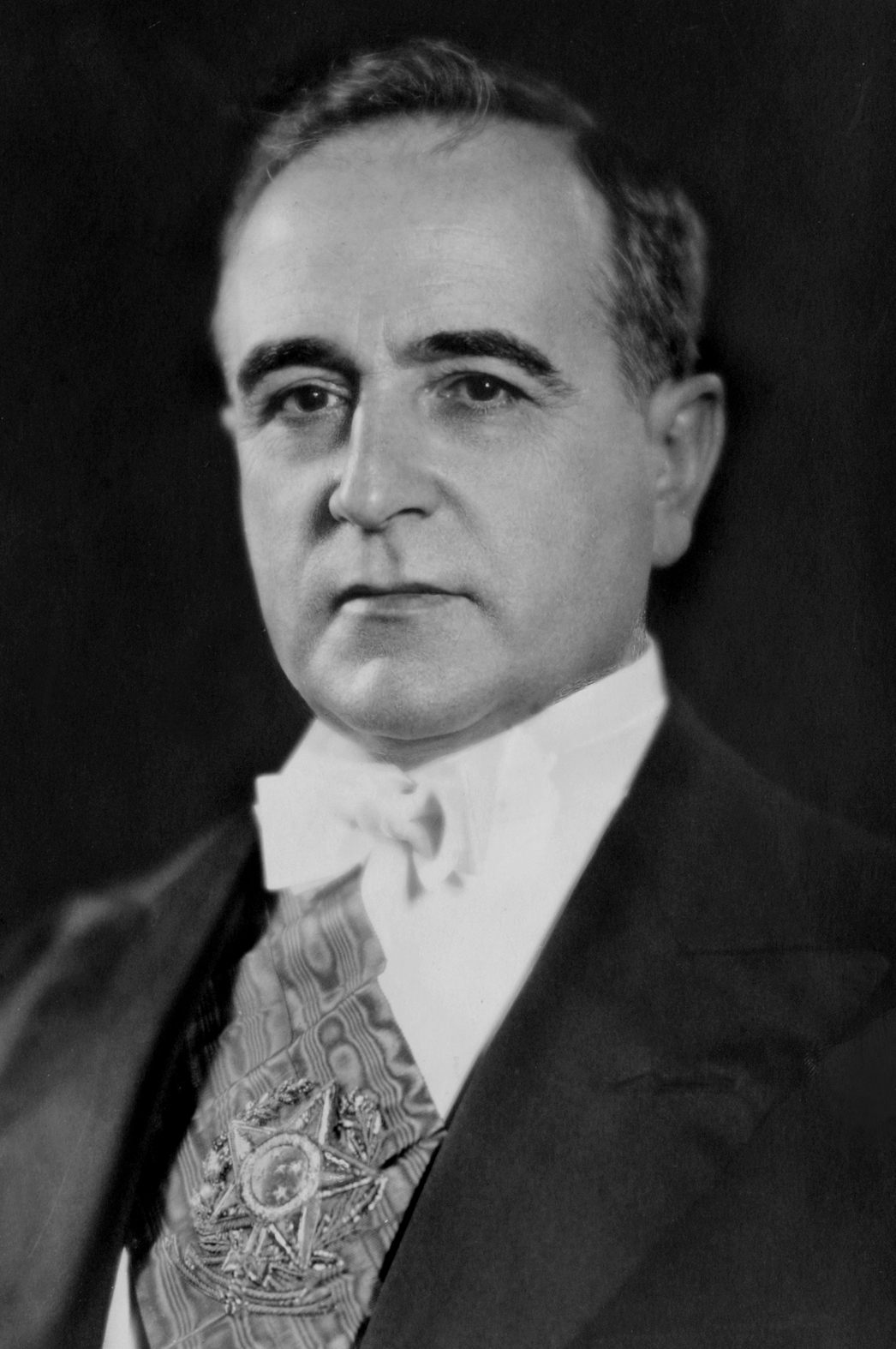
جيتوليو فارغاس

- جيتوليو فارغاس دكتاتور الديكتاتورية البرازيلية الثانية التي استمرت من عام 1930 حتى عام 1945، وعلى الرغم من فترة إستادو نوفو شبه الفاشية في البرازيل (1937-45) والعلاقات الاقتصادية القوية مع ألمانيا النازية، انحاز فارغاس والجيش إلى الحلفاء بعد أن أغرقت الغواصات الألمانية خمس سفن تجارية برازيلية، وأعلن الحرب ضد ألمانيا النازية وإيطاليا الفاشية في أغسطس 1942. قدم فارغاس الدعم الاقتصادي والعسكري للحلفاء.
- جواو بابتيستا ماسكارينهاس دي مورايس قائد قوة المشاة البرازيلية. وصل إلى إيطاليا مع أولى القوات البرازيلية في عام 1944 وقاد القوات البرازيلية حتى استسلام قوات المحور في إيطاليا. بعد نهاية الحرب حصل على رتبة المشير.
- إقليدس زينوبيو دا كوستا قائد أول فرقة من القوات البرازيلية التي وصلت إلى إيطاليا، وهي فريق الفوج القتالي السادس.

## جمهورية الصين
- شيانغ كاي شيك القائد العام للجيش الوطني الثوري ورئيس المجلس العسكري الوطني الذي كان أعلى جهاز سياسي في البلاد في ذلك الوقت. وكان أيضًا المدير العام للحزب القومي الصيني (الكومينتانغ)، ورئيسًا للحكومة الوطنية منذ عام 1943. أقحم البلاد في حرب واسعة النطاق مع اليابان بعد حادثة جسر ماركو بولو في 7 يوليو 1937. بعد انضمام الصين إلى الحلفاء في عام 1942، كان القائد الأعلى لمسرح الصين الذي شمل أيضًا بورما.
- سونغ مي لينغ كانت السيدة الأولى لجمهورية الصين وزوجة القائد العام شيانغ كاي شيك. خلال الحرب الصينية اليابانية الثانية حشدت شعبها ضد الغزو الياباني. تلقت تعليمها في الولايات المتحدة وتحدثت باللغة الإنجليزية الفصيحة. أدت دورًا مفصليًا في تشكيل التعاون الصيني الأمريكي وأجرت جولة خطابية في الولايات المتحدة لكسب الدعم الدولي.
- لين سين كان رئيس الدولة الفخري للصين -بصفته رئيسًا للحكومة الوطنية- ولكن دون أن يحظى بأي سلطة حقيقية. توفي لين في عام 1943، وتولى شيانغ كاي شيك المنصب بعده.
- هي ينغكين رئيس الأركان العامة للمجلس العسكري الوطني. كان أيضًا قائد المنطقة العسكرية الرابعة وقاد معركة غرب خونان إلى النصر في عام 1945. أصبح ممثلًا لكل من الحكومة الصينية وقوات التحالف في جنوب شرق آسيا في احتفال 9 سبتمبر في نانجينغ لقبول بيان الاستسلام من اليابان عام 1945.
- تشن تشنغ جنرال في الجيش الوطني الثوري وشخصية سياسية في المجلس العسكري الوطني. كان أحد أكثر حلفاء شيانغ الموثوق بهم. قاد معركة ووهان واستمر في القيادة خلال معركة تشانغشا ومعركة ييتشانغ ومعركة غرب خوبي في السنوات الأخيرة. في عام 1943، عُيِّن قائدًا لقوة المشاة الصينية في حملة بورما. وأصبح بعد الحرب رئيس الأركان العامة.
- باي تشونغسي كان حليفًا وثيقًا لأمير الحرب في قوانغشي لي زونغرن ونائبًا لرئيس الأركان العامة للمجلس العسكري الوطني. وهو الخبير الاستراتيجي الذي أقنع شيانغ بتبني إستراتيجية «الحرب الشاملة». شارك في العديد من الحملات الرئيسية من ضمنها الانتصار الأول الكبير في معركة تايرزوانغ ومعركة ووهان في عام 1938. قاد أيضًا معركة ظافرة أخرى هي معركة تشانغشا الأولى في عام 1939. وقاد باي معركة جنوب قوانغشي ومعركة ممر كونلون لاستعادة جنوب قوانغشي في مرحلة لاحقة.
- لي زونغرن أحد أمراء الحرب السابقين في قوانغشي الذين قاتلوا بالتحالف مع شيانغ كاي شيك في الحرب ضد اليابان. قاد معركة شوزهو وانتصر في معركة تايرزوانغ الشهيرة التي كانت أول انتصار كبير للصين في الحرب، وقاد أحد أكبر الجيوش الإقليمية وأفضلها تجهيزًا نسبيًا التي ضمت معظم القوات المسلحة الصينية خلال الحرب.
- يان شيشان أحد أمراء الحرب السابقين في شانشي الذين قاتلوا بالتحالف مع شيانغ كاي شيك. خلال المرحلة المبكرة من الغزو الياباني، دعا القوات العسكرية الشيوعية لدخول شانشي وقتال اليابانيين ودافع عن تاي يوان في عام 1937. كان عضوًا في المجلس العسكري الوطني وقائد المنطقة العسكرية الثانية.
- وي ليهوانغ جنرال في الجيش الوطني الثوري وقائد لقوة المشاة الصينية في عامي 1943 و 1944 التي كانت مسؤولة عن العمليات البرية الرئيسية لدعم هجوم الجنرال الأمريكي جوزف ستيلويل في شمال بورما وغرب يونان وبناء طريق ليدو.
- شيويه يو جنرال في الجيش الوطني الثوري وقائد المنطقة العسكرية التاسعة. اشتهر بصدّ الهجمات اليابانية على تشانغشا ثلاث مرات في الأعوام 1939 و 1941 و 1942.
- كلير لي شينو قائد النمور الطائرة. طُلب من شينو الذي كان في الأصل مستشارًا عسكريًا لشيانغ كاي شيك إنشاء أسراب أمريكية لمساعدة جمهورية الصين. أمضى شينو شتاء 1940-1941 في واشنطن حيث ساعد في التفاوض بشأن إنشاء مجموعة المتطوعين الأمريكية التي بدأت خدمتها مع القوات الجوية الصينية في عام 1941 حتى تم حلها في عام 1942.[3]
- ماو تسي تونغ رئيس الحزب الشيوعي الصيني الذي شكل «الجبهة المتحدة» مع الحكومة القومية ضد العدوان الياباني. أُعيد تنظيم الجيش الأحمر بتقسيمه إلى الجيش الرابع الجديد وجيش الطريق الثامن اللذين وُضعا تحت القيادة الاسمية للجيش الوطني الثوري مع أن الحزب الشيوعي ظل مسيطرًا بالكامل على الجيشين. شرع التعاون بين القوميين والشيوعيين في الانهيار بحلول عام 1939 حين اشتبكت القوتان، وانتهى فعليًا بعد حادثة الجيش الرابع الجديد في عام 1941.
- تشو دي كان القائد العام لجيش الطريق الثامن وقائدًا عسكريًا كبيرًا في الحزب الشيوعي الصيني.
- بنغ دهواي قاد هجوم الأفواج المئة الذي كان أكبر هجوم شيوعي خلال الحرب.